# Samolot Zalewskiego WZ-I
Samolot Zalewskiego WZ-I – samolot pionierski w układzie dwupłatu z początku XX wieku, konstrukcji Władysława Zalewskiego. Budowa samolotu została przerwana po wybuchu I wojny światowej, a niektóre jego podzespoły zostały wykorzystane później w kolejnym modelu Zalewskiego, WZ-XI Kogutek.

## Historia
W grudniu 1909 roku 17-letni wówczas student Szkoły Inżynierskiej im. Hipolita Wawelberga i Stanisława Rotwanda, Władysław Zalewski rozpoczął prace nad projektem samolotu wzorowanego na konstrukcji francuskiego Farmana III, o zredukowanych w stosunku do niego wymiarach. Początkowo budowa prototypu odbywała się w rodzinnym domu konstruktora w Milanówku, a później została przeniesiona do sali nieczynnego teatru w tej samej miejscowości. Napęd samolotu miał stanowić 2-cylindrowy dwusuwowy silnik rotacyjny o przewidywanej mocy 20–25 KM, zaprojektowany również przez Zalewskiego, jednak z powodu braku funduszy i wykonawcy, który byłby skłonny odlać niezbędne części silnika, prace nad nim zostały przerwane. W rezultacie do napędu maszyny został użyty 3-cylindrowy silnik rotacyjny Delfose o mocy 28 KM. W 1913 roku szkielet samolotu był gotowy, lecz brak było m.in. pokrycia skrzydeł. Wybuch I wojny światowej w sierpniu 1914 roku sprawił, że budowa samolotu nie została ukończona. W późniejszych latach konstruktor nadał mu retrospektywnie oznaczenie WZ-I. Niektóre podzespoły samolotu, składowane w Milanówku, zostały wykorzystane 12 lat później w przy budowie modelu WZ-XI Kogutek.

## Opis konstrukcji i dane techniczne
WZ-I był jednosilnikowym, jednomiejscowym samolotem o konstrukcji drewnianej, w układzie dwupłatu. Kadłub tworzyła drewniana kratownica usztywniona drutem. Kabina pilota nieosłonięta. Skrzydła prostokątne, dwudźwigarowe, konstrukcji drewnianej, kryte gumowanym płótnem, usztywnione słupkami i wykrzyżowane drutem. Komora płatów dwuprzęsłowa. Rozpiętość skrzydeł wynosiła 8 metrów, a powierzchnia nośna 22,5 m². Na górnym płacie umieszczone były lotki. Obciążenie powierzchni wynosiło 10,7 kg/m².
Długość samolotu wynosiła 8,6 metra, a wysokość 2,5 metra. Masa własna płatowca wynosiła 160 kg, masa użyteczna 80 kg, zaś masa całkowita 240 kg. Usterzenie ogonowe składało się z dwóch sterów kierunku i dwóch sterów wysokości, a z przodu znajdował się dodatkowy ster wysokości. Wychylenie drążka sterowniczego w przód i tył powodowało ruch połączonych ze sobą przedniego i tylnych sterów wysokości, a w bok lotek. Podwozie stałe, dwukołowe, osiowe, z płozami; z tyłu znajdowały się dwie amortyzowane płozy ogonowe.
Napęd stanowił chłodzony powietrzem 3-cylindrowy silnik rotacyjny Delfose o mocy 28 KM, poruszający stałe, drewniane, dwułopatowe śmigło pchające. Obciążenie mocy wynosiło 8,5 kg/KM. Zbiornik paliwa znajdował się za miejscem pilota, przed silnikiem.